# Шац, Марсель
Марсе́ль Шац (фр. Marcel Schatz) (30 мая 1922 — 5 ноября 1987) — французский физик и альпинист-любитель, участник второй французской гималайской экспедиции, покорившей Аннапурну.

## Биография
29-летний Марсель Шац, физик по образованию и альпинист-любитель, который в то время работал в магазине готового платья, принадлежавшем его отцу, был приглашён вместе со своим постоянным партнёром по восхождениям Жаном Кузи принять участие во Второй французской гималайской экспедиции под руководством Мориса Эрцога, перед которой была поставлена задача впервые в истории покорить восьмитысячник.
Менее чем через год после возвращения из экспедиции Шац оставил альпинизм и полностью посвятил себя физике. Он участвовал в создании первой французской атомной бомбы.